# Соха, Роман Васильевич
Роман Васильевич Соха (укр. Роман Васильович Соха; род. 18 октября 1975, Запорожье) — украинский общественный деятель, специалист в области управления финансовой деятельностью и рентабельностью банковских учреждений и организаций.
Народный депутат Украины IX созыва.

## Биография

### Образование
Он окончил Запорожскую государственную инженерную академию, Запорожский национальный технический университет (специальность «Финансы»).

### Трудовая деятельность
Соха работал на руководящих должностях в финансовых учреждениях.
С 2001 года — в должности экономиста валютного отдела банка прошел путь до директора регионального центра банка.
Работал помощником народного депутата Ирины Сусловой. Занимал должность директора регионального розничного центра ПАО «Сведбанк», был директором Запорожского филиала ПАО «Укринбанк». Директор рекламного бюро «Эверест».

## Политическая деятельность
Руководитель Зе!офиса в Запорожье.
Кандидат в народные депутаты от партии «Слуга народа» на парламентских выборах 2019 года (избирательный округ № 75, Днепровский, Заводский районы города Запорожье). На время выборов: временно не работает, член политической партии «Слуга народа».
Член Комитета Верховной Рады по вопросам цифровой трансформации, председатель подкомитета электронного управления и электронной демократии.
Член группы по межпарламентским связям с Княжеством Монако.